# Sheriff Teddy (Film)
Sheriff Teddy ist ein deutscher Kinderfilm der DEFA von Heiner Carow aus dem Jahr 1957. Er beruht auf dem gleichnamigen Kinderbuch von Benno Pludra, der auch am Drehbuch beteiligt war.

## Handlung
Der 13-jährige Kalle lebt in West-Berlin und ist dort Anführer der Teddy-Bande. In seinem Alltag als „Sheriff Teddy“ hat er das Sagen und setzt sich mit Mut- und Machtproben auch gegen Kinder durch, die seine Autorität untergraben und selbst Anführer der Bande werden wollen. Eines Tages ziehen seine Eltern mit ihm nach Ost-Berlin um. Kalle wird von den Bandenmitgliedern gehänselt, müsse er sich doch nun dem System unterwerfen und ein Halstuch tragen. Tatsächlich hat es Kalle in seiner neuen Klasse schwer. Er verweigert sich, will sich am ersten Schultag nicht vorstellen, stellt die historische Richtigkeit der Ausführungen des Lehrers Freitag zur Regierungszeit Friedrichs des Großen infrage und fällt den Kindern durch seinen Hang zu Gewalt negativ auf. Auf dem Schulhof trägt er einen Schlagring mit sich, mit dem er seinen größten Kritiker Andreas in die Schranken weisen will. Andreas schlägt ihm den Ring aus der Hand und nimmt ihn an sich, als eine Lehrerin erscheint. Im Unterricht fällt Andreas der Schlagring auf den Boden und Lehrer Freitag stellt ihn zur Rede. Andreas behauptet, ihn gefunden zu haben und sowieso abgeben zu wollen. Kalle jedoch bezichtigt ihn der Lüge, da der Schlagring ihm gehöre. Lehrer Freitag behält Kalle zu einem Einzelgespräch da. Später kommt es zu einer Schlägerei zwischen Kalle und Andreas, hat Kalle auf dem Schulhof doch Abenteuer-Schmöker verteilt. Lehrer Freitag sucht nun Kalles Eltern auf und spricht mit dem Vater. Der sieht die Schuld auch in Kalles großem Bruder Robbi, der im Westsektor geblieben ist und sich mit halblegalen Geschäften über Wasser hält. Später zwingt Kalles Vater seinen Sohn dazu, sämtliche Schmöker zu zerreißen.
Kalle will sich an Andreas rächen und aktiviert die Teddy-Bande. Gemeinsam wollen sie Andreas abends überfallen, fesseln und in einer Ruine verstecken. Zur besonderen Demütigung schlägt Kalle vor, Andreas den Hosenboden abzuschneiden. Die Bande stimmt zu, doch ist Andreas am Abend der Rache nicht zu Hause. Kalle, der ihn auf die Straße holen sollte, wird stattdessen von Andreas’ Mutter zum Essen eingeladen, geht jedoch nach einer Weile überstürzt. Von den Bandenmitgliedern wird er als Lügner bezeichnet, war Kalle doch lange genug bei Andreas, um ihn zu warnen. Die Bande geht auf Kalle los, als plötzlich Andreas erscheint. Er steht Kalle bei und schlägt die Bandenmitglieder in die Flucht. Einem der Jungen gelingt es jedoch, das Fenster der Haustür zu zerschlagen. Kalle ist wütend auf Andreas und rennt davon. Am nächsten Tag will Kalle nicht mehr neben Andreas in der Schule sitzen. Beide Jungen sind jedoch von der Schlägerei gezeichnet und finden darüber eine Gemeinsamkeit, die sie am Ende zu Verbündeten macht. Sie treffen sich nun nach der Schule und sprechen unter anderem über Fahrräder. Andreas ist ein großer Fan von Radrennen und hat selbst ein Fahrrad, dem nur noch ein ordentlicher Tacho fehlt. Das Geld hatte er zusammengespart, doch musste er stattdessen die eingeschlagene Türscheibe bezahlen. Kalle ist beschämt, zumal ihm Andreas hilft, Teile für sein geplantes „Zonenfahrrad“ zu organisieren. Er will Andreas von seinem Geld einen Tacho kaufen, doch reicht das Geld nicht. So stiehlt er den Tacho, der im Lehrmittelschrank in der Schule ausgestellt ist, und schenkt ihn Andreas. Der Schwindel kommt heraus und Kalle wird vor der Klasse bloßgestellt. Zu Hause erwartet ihn der empörte Vater, der nicht glauben kann, dass sein Sohn ein Dieb ist. Kalle nimmt Geld an sich und flieht zu seinem Bruder nach Westberlin. Der hatte ihn vor einigen Tagen auf der Straße angesprochen und ihm Arbeit angeboten. Nun versucht Kalle vergeblich, für seinen Bruder Schmuggelware zu kaufen. Sein Bruder schickt ihn davon, überlegt es sich jedoch anders. Kalle soll ihm und seinen Kumpanen bei einem Einbruch in eine Ost-Berliner Fabrik helfen, die optische Geräte herstellt. Nur Kalle würde aufgrund seiner Größe in das Gebäude kommen. Andreas belauscht den Plan und alarmiert seine Freunde, die Andreas schließlich an der Fabrik trifft. Sie stellen sich Kalle entgegen, als dieser in die Fabrik einbrechen will. Gemeinsam stellen sie zudem Kalles Bruder und dessen beide Kumpane und alarmieren die Polizei. Diese nimmt Bruder Robbi und seine Kumpane fest. Andreas setzt sich für Kalle ein, hat der doch seinen eigenen Bruder niedergeschlagen, als dieser Andreas angriff. Wenig später treffen sich Kalle und Andreas. Andreas hat das fertige Fahrrad für Kalle dabei, da er die letzten nötigen Einzelteile für das Rad organisieren konnte. Kalle dreht stolz eine Runde auf seinem eigenen Rad und ist begeistert.

## Produktion und Veröffentlichung
Sheriff Teddy beruht auf dem gleichnamigen Kinderbuch von Benno Pludra, der auch am Drehbuch beteiligt war. Der Film wurde 1956 in Berlin, darunter am Rosenthaler Platz und am Schlesischen Tor sowie auf der Friedrichstraße, gedreht. Die Kostüme schuf Helga Scherff, die Filmbauten stammen von Alfred Tolle. Der Film erlebte am 29. November 1957 im Zentralhaus der Jungen Pioniere in Berlin seine Filmpremiere. Im Jahr 2010 erschien er bei Icestorm auf DVD. Es war das Spielfilmdebüt von Regisseur Heiner Carow.
Von der zeitgenössischen Kritik wurde der Film zunächst als Fortsetzung von Gerhard Kleins Berlin-Serie – Alarm im Zirkus, Eine Berliner Romanze, Berlin – Ecke Schönhauser… – gelobt. Carow hatte bei Klein das Regie-Handwerk gelernt. Nach Ende der Tauwetter-Periode in der DDR wurden sowohl Berlin – Ecke Schönhauser… als auch Sheriff Teddy kritisiert, da sie negative Helden in den Mittelpunkt der Handlung stellten und negative Alltagsaspekte betonten (sogenannte Filme der „grauen Serie“).
2020 wurde Sheriff Teddy als Gast der Perspektive Deutsches Kino im Rahmen der 8. Verleihung des Heiner-Carow-Preises im Programm der Berlinale präsentiert.

## Kritik
Die Kritik der DDR lobte Sheriff Teddy, der den „Geist unserer Jugend“ einfange. Der Film sei „unverfälscht und menschlich wahr“, er nehme die Kinder ernst, verniedliche und belehre nicht und sei nicht gönnerhaft.
Der film-dienst lobte Sheriff Teddy als „atmosphärisch genaue[n], in der Arbeit mit jungen Darstellern feinfühlige[n] DEFA-Kinderfilm, dessen polit-pädagogische Elemente weitgehend zurückgedrängt sind.“ Klaus Wischnewski betonte 1957, dass „ihre [der Fabel] politische Tendenz und ihr pädagogischer Wert […] aus ihrer dramaturgischen Konsequenz“ entstehen.
Aktuelle Kritiker schrieben, dass der Film auch heute kaum etwas von seiner Spannung eingebüßt habe.